# London Symphony Orchestra
London Symphony Orchestra er et symfoniorkester hjemmehørende i London, England. Orkesteret består af mere end 100 musikere, der giver ca. 90 koncerter om året i Barbican, London. Men orkesteret tager også på turné nogle gange om året.

## Chefdirigent
| År        | Indehaver af titel                              |
| --------- | ----------------------------------------------- |
| 2007-     | Valery Gergiev                                  |
| 1995-2006 | Colin Davis; (manager i 2007)                   |
| 1987-1995 | Michael Tilson Thomas                           |
| 1979-1987 | Claudio Abbado                                  |
| 1968-1979 | André Previn ; (honorære dirigent af orkestret) |
| 1965-1968 | István Kertész                                  |
| 1960-1964 | Pierre Monteux                                  |
| 1951-1954 | Josef Krips                                     |
| 1947-1950 | Eduard van Beinum                               |
| 1932-1935 | Hamilton Harty                                  |
| 1930-1931 | Willem Mengelberg                               |
| 1919-1922 | Albert Coates                                   |
| 1915-1917 | Thomas Beecham                                  |
| 1912-1914 | Arthur Nikisch                                  |
| 1911-1912 | Edward Elgar                                    |
| 1904-1911 | Hans Richter                                    |